# Bellevalia dolicophylla
Bellevalia dolicophylla är en sparrisväxtart som beskrevs av Salvatore Brullo och Miniss. Bellevalia dolicophylla ingår i släktet Bellevalia och familjen sparrisväxter.
Artens utbredningsområde är Tunisien. Inga underarter finns listade i Catalogue of Life.